# Distrito de March
El distrito de March es uno de los seis distritos del cantón de Schwyz (Suiza). Tiene una superficie de 191,4 km². La capital del distrito es Lachen.

## Geografía
Situado al sur del lago de Zúrich, el distrito de March limita al norte con el distrito de See-Gaster (SG), al sureste con el cantón de Glaris, y al oeste con los distritos de Schwyz, Einsiedeln y Höfe.

## Comunas
| Distrito de March | Distrito de March      | Distrito de March |
| Comuna            | Población (31.12.2008) | Superficie en km² |
| ----------------- | ---------------------- | ----------------- |
| Altendorf         | 5904                   | 23,5              |
| Galgenen          | 4525                   | 13,2              |
| Innerthal         | 193                    | 50,2              |
| Lachen            | 7469                   | 5,2               |
| Reichenburg       | 2906                   | 11,6              |
| Schübelbach       | 8184                   | 29,0              |
| Tuggen            | 2864                   | 15,3              |
| Vorderthal        | 1009                   | 28,1              |
| Wangen            | 4570                   | 15,3              |
| Total (9)         | 37 624                 | 191,4             |